# Савельевская (Вологодская область)
Саве́льевская — деревня в Кадуйском районе Вологодской области России.
Входит в состав сельского поселения Семизерье (до 2015 года входила в Барановское сельское поселение), с точки зрения административно-территориального деления — в Барановский сельсовет.
Расстояние по автодороге до районного центра Кадуя — 74 км, до центра сельсовета деревни Барановская — 2 км. Ближайшие населённые пункты — Барановская, Кананьевская, Коротневая, Крестовая, Хламово, Якшинская.
По переписи 2002 года население — 6 человек.